# Ахмед Ріда Текнауті
Ахмед Ріда Текнауті (араб. أحمد رضى التكناوتي, нар. 5 квітня 1996, Касабланка) — марокканський футболіст, воротар клубу «Танжер».

## Клубна кар'єра
У дорослому футболі дебютував 2015 року виступами за команду клубу «Ренессанс Беркан», в якій провів два з половиною сезони, взявши участь у 10 матчах чемпіонату.
Своєю грою за цю команду привернув увагу представників тренерського штабу клубу «Відад» (Касабланка), до складу якого приєднався 2017 року. Проте в команді з Касабланки основним гравцем не став і незабаром був відданий в оренду в «Танжер», з якою став чемпіоном Марокко 2017/18. Станом на 20 травня 2018 року відіграв за клуб 25 матчів в національному чемпіонаті.

## Виступи за збірну
Виступаючи за юнацьку збірну брав участь у домашньому юнацькому (U-17) Кубку африканських націй 2013 року, ставши півфіналістом змагань, а з молодіжною збірною став фіналістом Турніру в Тулоні в 2015 році. 2018 року у складі внутрішньої збірної Марокко (в якій грали лише представники чемпіонату Марокко) виграв домашній Чемпіонат африканських націй.
10 жовтня 2017 року дебютував в офіційних матчах у складі національної збірної Марокко в товариській грі проти Південної Кореї, а наступного року був включений до заявки збірної на чемпіонат світу 2018 року у Росії.

## Досягнення
- Чемпіон Марокко (4): 2016/17, 2018/19, 2020/21, 2021/22
- Переможець Ліги чемпіонів КАФ (2): 2017, 2021/22

Збірні
- Переможець Чемпіонату африканських націй: 2018